# La Chapelle-Palluau
La Chapelle-Palluau – miejscowość i gmina we Francji, w regionie Kraj Loary, w departamencie Wandea.
Według danych na rok 1990 gminę zamieszkiwało 647 osób, a gęstość zaludnienia wynosiła 50 osób/km² (wśród 1504 gmin Kraju Loary La Chapelle-Palluau plasuje się na 755. miejscu pod względem liczby ludności, natomiast pod względem powierzchni na miejscu 872.).